# 陳立宏
陳立宏（1964年8月29日—2017年6月21日）出生於台灣台南縣，5歲時移居高雄，曾是《中時晚報》、《聯合晚報》記者、廣播節目主持人、政論节目名嘴，為多個政論節目的常態來賓。2017年6月21日因腦癌病逝於台北榮民總醫院，享年52歲。

## 生平

### 驟逝
2015年，陳立宏驚傳檢查罹患腦癌第4期（末期），綠營大老辜寬敏捐給他新台幣1百萬元，以便就醫，《新聞挖挖哇》主持人鄭弘儀表示，由於陳家中尚有2個求學中的孩子與房屋貸款，向部分好友募款到5百萬。
2015年10月26日，陳立宏腦癌開刀後，首次在《新聞挖挖哇》復出。
2015年12月28日，再次上節目《新聞挖挖哇》，並將在2016年1月1日正式復出。
2017年6月21日，台北榮總證實，陳立宏日前因腦癌住院，於午後12時52分逝世，得年五十二歲。媒體人蔡玉真回憶曾於5月向陳立宏表達探視意願，「但他意志消沉，『他說他不想講話，說身體太辛苦，講話也吃力』，疑似因病痛折磨而封閉自己。」也有陳的好友表示，若當初能早期發現癌症，情況會有所不同。
告別式於2017年7月15日台北市第一殯儀館景行廳舉行。

## 言論與爭議
- 2013年陳立宏在年代新聞台政論節目《新聞追追追》中称，问题油应全部销往中國，还能帮中國人节育，中國人可能還會感謝。此番遭到中國大陸网友炮轟無恥[8]。
- 2013年大臺北聯合基測爆發出高分低就、重新分發的事件，陳立宏的女兒亦因此事件而權益受損。因此投書媒體，斥責臺北市政府施政失誤，砲火直指市長郝龍斌[9][10]。

## 外部連結
- 陳立宏的Facebook專頁